# 1785 en musique classique
| \| • Retour à la chronologie générale de la musique classique • \| |
| Grèce • Rome • Haut Moyen Âge • VIIIe siècle • IXe siècle • Xe siècle • XIe siècle XIIe siècle • XIIIe siècle • XIVe siècle • XVe siècle • XVIe siècle • XVIIe siècle XVIIIe siècle • XIXe siècle • XXe siècle • XXIe siècle |
| • Retour à la chronologie générale de la musique classique • |

| Années en musique classique : 1782 - 1783 - 1784 - 1785 - 1786 - 1787 - 1788    |
| Décennies en musique classique : 1750 - 1760 - 1770 - 1780 - 1790 - 1800 - 1810 |

## Événements
- 11 février : Première audition de 3 des quatuors dédiés à Haydn de Mozart à Vienne.
- 10 mars : création du Concerto pour piano no 21 de Mozart au Burgtheater de Vienne.
- 20 mai : la Fantaisie no 4 en do mineur pour piano K.475 est composée par Mozart.
- 12 octobre : Création de La grotte de Trophonius, opéra comique de Antonio Salieri au Burgtheater de Vienne.
- 15 novembre : Création à Fontainebleau de Coradin, comédie lyrique en trois actes de Antonio Bartolomeo Bruni.
- 9 décembre : la Maurerische Trauermusik de Mozart est donnée en concert.
- Joseph Haydn : 83e et 85e Symphonie (symphonies parisiennes).
- Mozart : 20e, 21e et 22e concertos pour piano.
- Mozart compose Les Noces de Figaro.
- Ludwig van Beethoven : 3e quatuor pour piano et cordes.
- Jean-Baptiste Vanhal : Quatuor à cordes en mi bémol majeur.

## Naissances

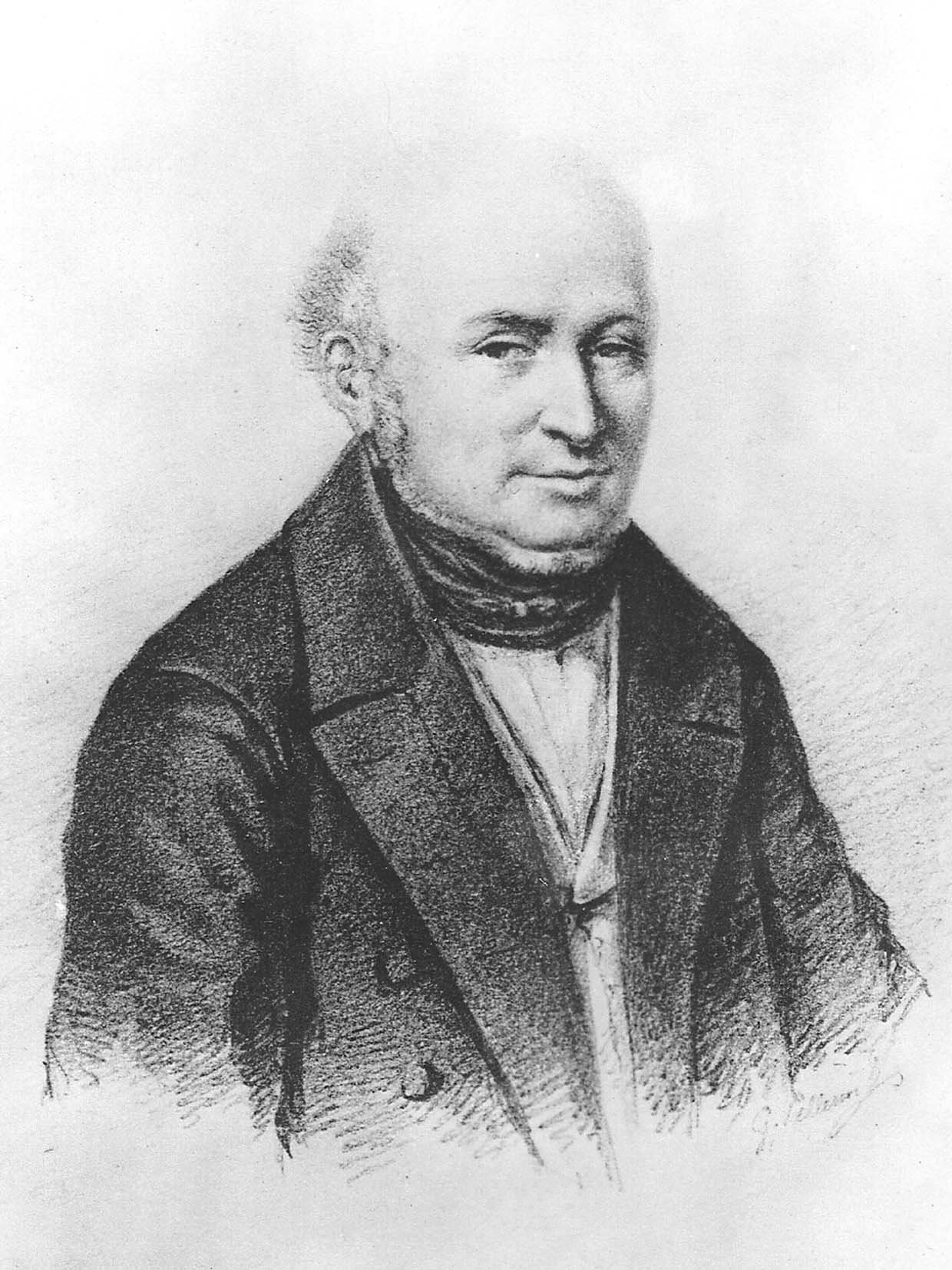
Alexandre Pierre François Boëly

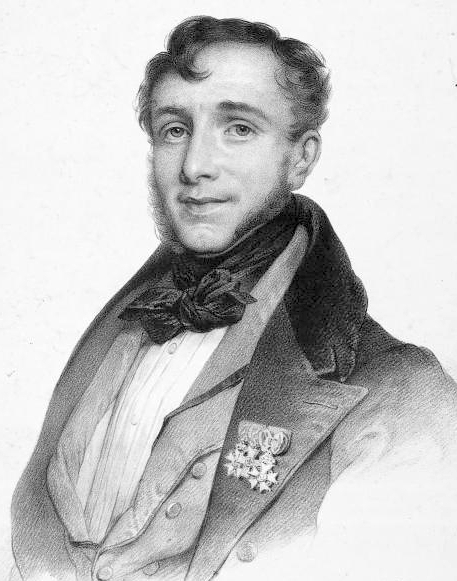
Friedrich Kalkbrenner

- 2 février : Isabella Colbran, mezzo-soprano espagnole († 7 octobre 1845).
- 6 mars : Karol Kurpiński, compositeur polonais († 18 octobre 1857).
- 19 mars : Pierre-Joseph-Guillaume Zimmerman, pianiste, pédagogue et compositeur français († 29 octobre 1853).
- 19 avril : Alexandre Pierre François Boëly, compositeur français († 27 décembre 1858).
- 17 juin : Joseph Czerny, pianiste, professeur de piano et compositeur autrichien († 7 janvier 1842).
- 18 août : Friedrich Wieck,  professeur et facteur de piano allemand († 6 octobre 1873).
- 13 octobre : Jean Schneitzhoeffer, compositeur français († 4 octobre 1852).
- 7 novembre : Friedrich Michael Kalkbrenner, compositeur et pianiste allemand, naturalisé français († 10 juin 1849).
- 4 décembre : Mlle Le Sénéchal de Kercado, compositrice française († après 1815).
- 13 décembre : Anna Milder-Hauptmann, chanteuse autrichienne († 29 mai 1838).
- 22 décembre : John Abbey, facteur d'orgue anglais († 19 février 1859).

Date indéterminée
- Jean-Baptiste Gambaro, clarinettiste italien († soit 1828 ou avant le 10 mars 1850).
- Giovanni Ricordi, éditeur italien d'ouvrages musicaux († 15 mars 1853).

## Décès
- 3 janvier : Baldassare Galuppi, compositeur italien (° 8 octobre 1706).
- 24 février : Johann Friedrich Ernst Benda,  musicien et compositeur allemand (° 10 octobre 1749).
- 10 mai : Étienne-Joseph Floquet, compositeur français (° 23 novembre 1748).
- 2 juin : Gottfried August Homilius, compositeur et organiste allemand (° 2 février 1714).
- 22 juin : Matthias van den Gheyn, compositeur, organiste, claveciniste et carillonneur belge (° 7 avril 1721).
- 31 août : Pietro Chiari, dramaturge, romancier et librettiste italien (° 25 décembre 1712).
- 19 novembre : Bernard de Bury, claveciniste, compositeur français (° 20 août 1720).
- 6 décembre : Catherine Clive, comédienne et cantatrice anglaise (° 5 novembre 1711).
- 29 décembre : Johann Heinrich Rolle, compositeur et un pédagogue allemand (° 23 décembre 1716).

Date indéterminée
- Antoine Mahaut, flûtiste, rédacteur et compositeur (° vers 1719).
- Jean-Jacques Robson, compositeur flamand (° 1723).
- Rudolf Straube, luthiste et compositeur polonais (° 1717).